# 薩拉托加鎮區 (北達科他州拉穆爾縣)
薩拉托加鎮區（英語：Saratoga Township）是位於美國北達科他州拉穆爾縣的一個鎮區。

## 地方資料
薩拉托加鎮區的面積為93.71平方千米，當中陸地面積為93.60平方千米，而水域面積為0.11平方千米。根據2020年美國人口普查的數據，當地共有人口60人，而人口密度為每平方千米0.64人。